# STS-53
STS-53 (Space Transportation System-53) var rumfærgen Discovery 15. rumfærge-mission. Den blev opsendt d. 2. december 1992 og vendte tilbage den 9. december 1992.
Missionen medbragte delvis klassificeret militær last for Forsvarsministeriet (USA) (DoD).
Hovedartikler:

## Besætning
- David Walker (kaptajn)
- Robert Cabana (pilot)
- Guion Bluford (1. missionsspecialist)
- James Voss (2. missionsspecialist)
- Michael Clifford (3. missionsspecialist)

## Missionen
Missionen medbragte følgende nyttelast:
- USA 89 [1]

- Microcapsules in Space (MIS-l)
- Space Tissue Loss (STL)
- Visual Function Tester (VFT-2)
- Cosmic Radiation Effects and Activation Monitor (CREAM)
- Radiation Monitoring Equipment (RME-III)
- Fluid Acquisition and Resupply Experiment (FARE)
- Hand-held, Earth-oriented, Real-time, Cooperative, User-friendly, Location-targeting and Environmental System (HERCULES)
- Battlefield Laser Acquisition Sensor Test (BLAST)
- Cloud Logic to Optimize Use of Defense Systems (CLOUDS).

- Get Away Special (GAS)
- Orbital Debris Radar Calibration Spheres (ODERACS)
- Cryogenic Heat Pipe Experiment (GCP).